# Kei (artista)
Kim Ji-yeon (hangul: 김지연; hanja: 金志妍; rr: Gim Ji-yeon; MR: Kim Chi-yŏn; Incheon, 20 de março de 1995), mais conhecida na carreira musical por seu nome artístico Kei (hangul: 케이), é uma cantora, atriz e apresentadora de televisão sul-coreano. Realizou sua estreia no cenário musical em 2014 no grupo feminino Lovelyz. Kei realizou sua estreia solo em 8 de outubro de 2019 com o lançamento do extended play Over and Over.

## Biografia
Kei nasceu sob o nome Kim Ji-yeon em 20 de março de 1995 em Incheon, Coreia do Sul. Sua família é composta por seus pais e sua irmã mais nova, chamada Kim Min-ji. Realizou sua graduação no colégio Incheon Youngsun High School, em fevereiro de 2013.

## Carreira
Em 27 de dezembro de 2013 apareceu durante uma transmissão do SBS Gayo Daejun ao lado de suas colegas de grupo como dançarina de apoio para uma apresentação de "Man In Love", do grupo Infinite. Kei realizou sua estreia com o grupo Lovelyz em 17 de novembro de 2014, com o lançamento do álbum de estúdio Girls' Invasion, acompanhado de seu single "Good Night Like Yesterday".
Em 22 de dezembro de 2015, Kei lançou a canção "Love Like That", como parte da trilha sonora da série de televisão Oh My Venus. Em 13 de março de 2016, ela foi confirmada como apresentadora especial do programa musical Inkigayo, ao lado de sua colega de grupo Mijoo. Em 19 de julho do mesmo ano, Kei foi confirmada como concorrente do Girl Spirit, que é uma competição de canto para as vocalistas de grupos femininos menos conhecidos. Ela então protagonizou a série Matching! Bos Archery Club, exibido de 4 a 28 de agosto pela Naver TV Cast.  Em 1 de setembro, Kei lançou um single colaborativo com os cantores myunDo e Bumzu, intitulado "Y". Em 26 de outubro, ela lançou uma colaboração com The Solutions, intitulado "Beautiful".
Em 2017, Kei apareceu em diversos programas de variedades. Ela apareceu em King of Mask Singer como "Agiley Mouse Jerry" nos episódios 107 e 108. Ela apareceu em Duet Song Festival, apresentando "I" de Kim Tae-yeon. Outros programas televisivos que ela participou foram o Running Man e o Idol National Singing Competition. Em 8 de junho de 2018, Kei foi anunciada como nova apresentadora regular do programa musical Music Bank, ao lado do ator Choi Won-myung.
Em 27 de setembro de 2019, a Woollim Entertainment anunciou que Kei faria sua estreia solo com o lançamento do extended play Over and Over, sob seu nome real Kim Ji-yeon. O EP e o videoclipe do single "I Go" foram lançados em 8 de outubro. O single foi composto por Junzo e TAK e escrito por Junzo e ARRAN, descrito como "uma bela melodia de piano e sons esperançosos de instrumentos de cordas se harmonizam bem com a voz de Kei". Através de uma transmissão ao vivo no V Live, Kei compartilhou: "I Go é uma música que o ajudará a encontrar esperança quando se sentir sozinho e só sentir desespero. Espero que todos que ouvirem essa música sintam que são preciosos para mim e forneçam energia para mim."

## Influências
Kei citou a cantora BoA como a sua principal influência para se tornar uma cantora, expressando em parte:
| “ | Por causa de BoA, eu não desisti do meu sonho de se tornar uma cantora. | ” |

## Discografia

### Extended plays
| Título        | Detalhes do álbum                                                                                            | Melhor posição nas paradas | Vendas |
| Título        | Detalhes do álbum                                                                                            | KOR                        | Vendas |
| ------------- | --- | -------------------------- | ------ |
| Over and Over | - Lançado: 8 de outubro de 2019 - Gravadora: Woollim Entertainment, Kakao M - Formatos: CD, download digital | ASA                        | ASA    |

### Singles
| Título                                                                                   | Ano  | Melhor posição nas paradas | Vendas (DL)   | Álbum                                     |
| Título                                                                                   | Ano  | KOR                        | Vendas (DL)   | Álbum                                     |
| ---------------------------------------------------------------------------------------- | ---- | -------------------------- | ------------- | ----------------------------------------- |
| "I Go"                                                                                   | 2019 | ASA                        | ASA           | Over and Over                             |
| Colaborações                                                                             |      |                            |               |                                           |
| "Y" (com MyunDo feat. Bumzu)                                                             | 2016 | 49                         | - KOR: 97,428 | Lançamentos sem álbuns                    |
| "Beautiful" (com The Solutions                                                           | 2016 | —                          | —             | Lançamentos sem álbuns                    |
| "Wanna Date" (연애하고 싶어) (com Hong Dae-kwang                                         | 2017 | —                          | —             | Story About: Some, One Month Eps 5        |
| Aparições em trilhas sonoras                                                             |      |                            |               |                                           |
| "Love Moves On" (사링은글허게)                                                           | 2015 | —                          | —             | Oh My Venus OST Part 6                    |
| "Tingle" (찌릿찌릿)                                                                      | 2016 | —                          | —             | Lucky Romance OST Part 1                  |
| "Star and Sun" (별과 해)                                                                 | 2017 | —                          | - KOR: 18,134 | The Emperor: Owner of the Mask OST Part 4 |
| "These Days You & I" (요즘 너 요즘 나)                                                   | 2018 | —                          | —             | Queen of Mystery 2 OST Part 2             |
| "Let's Pray"                                                                             | 2018 | —                          | —             | Rich Man OST Part 3                       |
| "If I Convey My Heart" (마음을 전하면)                                                   | 2018 | —                          | —             | The Last Empress OST Part 3               |
| "My Absolute Boyfriend" (초능력 나의 그대)                                               | 2019 | —                          | —             | My Absolute Boyfriend OST Part 4          |
| "—" indica lançamentos que não figuraram nas paradas ou não foram lançados nessa região. |      |                            |               |                                           |

## Filmografia

### Hospedagem
| Ano  | Título     | Emissora | Nota(s)             | Ref    |
| ---- | ---------- | -------- | ------------------- | ------ |
| 2015 | Music Bank | KBS      |                     | [ 16 ] |
| 2016 | Inkigayo   | SBS      | com Mijoo, RM e Jin |        |
| 2018 | Music Bank | KBS      | com Choi Won-myung  | [ 16 ] |
| 2018 | Music Bank | KBS      | com Jo Bin (Norazo) | [ 37 ] |

### Teatro musical
| Título               | Ano  | Personagem | Nota(s)         | Ref.   |
| -------------------- | ---- | ---------- | --------------- | ------ |
| At The Age of Thirty | 2017 | Okhee      | Papel principal | [ 38 ] |

### Séries de televisão
| Título                      | Ano  | Personagem  | Nota(s)                    | Ref. |
| --------------------------- | ---- | ----------- | -------------------------- | ---- |
| Matching! Boys Archery Club | 2016 | Hong Shi-ah | Papel principal (websérie) |      |